# Hisao Mita
Hisao Mita (三田 尚央 Mita Hisao?, nacido el 20 de mayo de 1991 en Tochigi) es un exfutbolista japonés. Jugaba de centrocampista y su único club fue el YSCC Yokohama de Japón.

## Trayectoria

### Clubes
| Club          | País  | Año  |
| ------------- | ----- | ---- |
| YSCC Yokohama | Japón | 2014 |

## Estadística de carrera

### J. League
| Club          | Año   | J. League | J. League | Copa J. League | Copa J. League | Total | Total |
| Club          | Año   | Part.     | Goles     | Part.          | Goles          | Part. | Goles |
| ------------- | ----- | --------- | --------- | -------------- | -------------- | ----- | ----- |
| YSCC Yokohama | 2014  | 32        | 1         | -              | -              | 32    | 1     |
| Total         | Total | 32        | 1         | 0              | 0              | 32    | 1     |